# Acrolophus seminigera
Acrolophus seminigera är en fjärilsart som beskrevs av Edward Meyrick 1913. Acrolophus seminigera ingår i släktet Acrolophus och familjen Acrolophidae. Inga underarter finns listade i Catalogue of Life.